# Американа (роман)
«Американа» — третій роман нігерійської письменниці Чімаманди Нґозі Адічі. Вперше опублікований 2013 року, роман у тому ж році отримав нагороду National Book Critics Circle Awards за художню літературу. Американа оповідає історію молодої нігерійської жінки Іфемелу, яка емігрує в Сполучені Штати, щоби отримати там освіту, але через 13 років вирішує повернутися додому в Нігерію. Роман простежує життя Іфемелу в обох країнах, а також розкриває історію кохання з її однокласником Обінзе.

## Зміст
Іфемелу й Обізне закохалися ще підлітками, коли разом вчилися у школі в Лагосі. Тогочасною Нігерією керувала військова диктатура, і люди шукали способів покинути країну. Іфемелу емігрувала в Сполучені штати для навчання, де вона вперше стикнулася з расизмом: уперше вона усвідомлює, що означає бути "чорношкірою людиною". Обінзе планував приїхати до неї пізніше, але йому відмовили в американській візі після подій 11 вересня. Він їде до Лондона, але після того, як термін дії його візи закінчується, залишається там нелегальним іммігрантом.
Обінзе депортують до Нігерії, він починає займатися нерухомістю і стає забезпеченою й впливовою людиною. Іфемелу в Сполучених Штатах веде популярний блог про расу, але врешті вирішує повернутися додому, до Нігерії.

## Персонажі
- Іфемелу — голова героїня. Народилася в місті Лагос у Нігерії, навчається в Америці.
- Обінзе — виріс у місті Нсукка в Нігерії. Його мама, професорка, навчила його готувати й виховала любов до книжок.
- Тітка Уджу — двоюрідна сестра батька Іфемелу, дуже близька до Іфемелу.
- Дайк — син тітки Уджу.
- Курт — перший американський бойфренд Іфемелу.
- Блейн — другий американський бойфренд Іфемелу, чорношкірний асистент професора в Йельському університеті, який пише блог про расу та поп-культуру.
- Шан — сестра Блейна.
- Косі — дружина Обінзе.
- Бучі — дочка Обінзе та Косі.
- Ґініка — подруга Іфемелу зі школи.

## Теми

### Американізація
Американізація — одна з провідних тем у "Американі". У романі Америка стає символом надії, багатства, соціальної та економічної гнучкості, і, врешті, розчарування, коли Іфемелу усвідомлює, що Американська Мрія — це брехня, і що за переваги, які вона там отримує, треба заплатити високу ціну. Її американізація повільна, але виразна, Іфемелу поступово підхоплює сленг, адаптується до оточення, приймає американську політику. Її погляди на гендер та расу змінюються, її блог присвячений дослідженню питань раси від імені не-американської чорношкірої в Америці.
Коли Іфемелу повертається в Нігерію, там її називають Американою — за різку американську манеру спілкування та "американський" спосіб вирішення проблем. Вона не згодна з таким ярликом, але для читачів очевидно, що роки життя в Америці змінили Іфемелу. 

### Гендер
Адічі розглядає, як сексуальна освіта та ставлення до сексу серед молоді Нігерії грають визначальну роль на життєвому шляху Іфемелу, яка підліткою досліджує власну сексуальність у пуританському пост-колоніальному суспільстві.

### Міграція
Хоча більшість міграційних досвідів у романі вписуються в міграційні теорії, Адічі одночасно розмиває їхні межі, вводячи новий фактор, який як впливає на міграцію, так і відкриває новий погляд на зворотню міграцію. Згідно з міграційною теорією, нестача економічних можливостей та втеча від природніх катастроф або переслідування — дві основні причини для міграцій впродовж історії людства. Називаючи потребу виїхати "безвибором" і погоджуючись, що це є основною причиною міграції з Нігерії 21 століття, Адічі також використовує літературні виміри, щоби похитнути основи теорії. Відтак напрямок цього типу міграції, вплив на любовні зʼвязки, здатність змінювати особистість та культурні погляди, перевизначення тожсамости стають основними теоретичними зацікавленнями письменниці. Крім того, Адічі зацікавлена, як міграція принижує і підносить, як вона спустошує й наповнює, і найголовніше, як вона переосмислює.

## Сприйняття
Критики схвально оцінили роман, особливо відмітивши його розмах різних спільнот та відображення глобальної напружености. 
Майк Під у своєму огляді для Нью-Йорк Таймс написав: «"Американа" досліджує поняття чорної ідентичности в Америці, Нігерії та Британії, але також твердою рукою препарує універсальний людський досвід — банальність, яка перетворюється на свіжість завдяки точності спостережень Адічі. "Американа" — виснажливо гострий і надзвичайно чуйний роман, що поєднує глобальну масштабність із географічною точністю, безстрашно демонструє нам нашу некомфортну реальність. Він ніколи не здається фальшивим».
У Chicago Tribune Лора Пірсон написала: «Розлога, амбітна та чудово написана «Американа» охоплює расу, ідентичність, стосунки, спільноту, політику, привілеї, мову, волосся, етноцентризм, міграцію, інтимність, відчуженість, блоги, книги та Барака Обаму. Вона охоплює три континенти, охоплює десятиліття, із розділу в розділ витончено стрибає в різні міста та різні життя. [Адічі] впевнено вплітає їх у продумано структуровану епопею.
Книга була обрана як одна з 10 найкращих книг 2013 року редакторами New York Times Book Review. У 2013 році вона отримала нагороду National Book Critics Circle Award (художня література) і увійшла до короткого списку Жіночої премії Бейліса за художню літературу 2014 року Сполученого Королівства. Chicago Tribune присудила Adichie свою премію Heartland за художню літературу 2013 року, «визнаючи [«Американу» як] роман, який залучається до важливих ідей про расу і робить це стильно, дотепно та проникливо».
У березні 2017 року «Американу» було обрано переможцем у програмі «Одна книга, один Нью-Йорк», яка є частиною громадської читацької ініціативи, яка заохочує всіх жителів міста читати одну книгу.
У 2024 році «Американа» посіла 27 місце у списку 100 найкращих книг 21 століття за версією New York Times.

### Продажі
«Американа» була 78 тижнів у списку бестселерів у м’якій палітурці NPR. Через кілька днів після того, як The New York Times включила роман до свого списку найкращих книг 2013 року, Бейонсе також засвідчила своє захоплення Адічі, взявши семпл виступу Адічі на TED «We should all be feminists» ("Ми всі повинні бути феміністками") у пісні «***Flawless». Продажі «Американи» різко зросли, і станом на 23 грудня 2013 року книга піднялася на 179 місце в списку 10 000 книг-бестселерів Amazon.

### Заборона книги
У 2022 році «Американа» була заборонена в шкільному окрузі Клей Каунті у Флориді.

## Екранізація
У 2014 році було оголошено, що Девід Оєлово та Люпіта Ніонґо зіграють головні ролі в екранізації роману, яку продюсують Бред Пітт та його продюсерська компанія Plan B. У 2018 році Ніонго розповіла The Hollywood Reporter, що вона розробляє телевізійний міні-серіал на основі книги, який вона буде продюсувати сама та зіграє головну роль. 13 вересня 2019 року було оголошено, що HBO Max транслюватиме міні-серіал із десяти епізодів, сценаристом і шоуранером якого виступить акторка і драматургиня Данай Гуріра. 15 жовтня 2020 року було повідомлено, що міні-серіал не вдасться випустити через конфлікти розкладу.